# 奧西夫卡 (切爾尼亞希夫區)
50°38′54″N 28°48′0″E / 50.64833°N 28.80000°E
奧西夫卡（烏克蘭語：Осівка）是烏克蘭北部的村莊，隸屬日托米爾州的日托米爾區。該村始建於1646年，面積0.69平方公里，海拔高度186米，2001年人口62，人口密度每平方公里89.73人。